# 九龍巴士5M線
九龍巴士5M線是香港九龍市區的一條日間循環巴士路線，來往啟德（德朗邨）至九龍灣站。本路線是自1998年7月6日啟德機場關閉，原有土地重新發展後，首條服務啟德的全新巴士路線。
九龍巴士5R線是香港九龍市區的一條日間循環巴士路線，來往啟德郵輪碼頭至觀塘(創紀之城)。

5M線所在的啟德（德朗邨），位於太子道東以南、宏光道以西，按區議會地區分界屬九龍城區的啟德選區（G11），而循環點九龍灣站屬觀塘區。而5R的啟德郵輪碼頭總站位於舊啟德機場跑道末端，連同周邊的承豐道及承昌道（香港兒童醫院），按區議會地區分界，均屬九龍城區的啟德南選區（G13），但循環點觀塘aPM屬觀塘區，因此本路線屬跨區巴士路線，但啟德郵輪碼頭與對岸的觀塘碼頭及商貿區，僅一海之隔。因此本兩線屬跨區路線。

## 歷史
5M線
5M線在《2012-2013年度九龍城區巴士路線發展計劃》及《2012-2013年度觀塘區巴士路線發展計劃》中被提出，以配合啟德發展區1A/1B區公共屋邨（啟晴邨及德朗邨）的落成，方便住在啟德新發展區的居民接駁至港鐵車站及轉乘其他巴士路線。
根據九巴於2012年4月26日發出的新聞稿，該線會成為首條採用超級電容巴士行走的九巴路線。
於《2013-2014年度九龍城區巴士路線發展計劃》，本線的計劃被修訂，主要是不再繞經坪石邨通道，及改由觀塘道繞經福淘街、牛頭角道駛往啟祥道，並於觀塘道九龍灣站及牛頭角道淘大花園對面增設車站，原有計劃的坪石巴士總站及啟祥道巴士站將會取消。
- 2013年7月24日：運輸署發出交通通告，指本線於2013年7月31日投入服務[1][3]。
- 2013年7月31日，本線投入服務。
- 2013年9月2日：往啟德（德朗邨）方向於宏光道近宏天廣場增設分站[4][5]。
- 2013年12月30日：延長服務時間至23:30[6]。
- 2014年6月30日：提早頭班車時間及加密班次[7]。
- 2015年3月21日：增設到站時間預報。[8]
- 2015年3月31日：延長服務時間至00:00，並於觀塘道啟業邨增設分站。[9]
- 2015年12月19日：增設多條往返新界至九龍東路線之轉乘優惠，方便啟德居民往返新界各區。
- 2017年9月25日：增設特別班次，由啟德（德朗邨）不停站開往偉業街近德福花園，逢星期一至五（公眾假期除外）06:55-09:00開出6班，直至10月20日為止。
- 2023年4月24日：往啟德方向增設承啟道「德朗邨停車場」巴士站[10]。
- 2023年5月20日：往九龍灣站方向增設協調道「東九龍總區警察總部」巴士站。[11]。
- 2024年7月2日：逢星期一至五繁忙時間試辦不停站來往淘大花園及宏天廣場之特別班次，直至2024年8月30日。由淘大花園開出之班次服務時間為08:10及08:40，由宏天廣場開出之班次服務時間為17:45及18:15。

5R線
- 2013年10月19日：隨着啟德郵輪碼頭公園開放，5R線投入服務，之後每逢假日早上至傍晚均提供服務，至2014年1月19日止[12]，服務期隨後延長至2014年4月27日，但班次及服務時間均有所縮減。
- 2014年9月27日：本路線擴展至星期六亦提供服務。因應暑假期間啟德郵輪碼頭公園及啟德跑道公園的乘客需求，
- 2015年9月5日：增設到站時間預報。[13]
- 2016年8月8日至9月30日：增設星期一至五日間服務。原擬定翌日（10月1日）回復袛於星期六及假日行走，但突然於改動日取消此決定，並延長臨時平日服務至同年12月30日（現已多次延長至2018年12月31日）。
- 2017年9月1日：循環點由港鐵牛頭角站改為觀塘APM，但走線及站位維持不變。2018年10月1日起，本路線增設停靠觀塘道（牛頭角站及觀塘市中心）的各線九巴轉乘優惠，方便九龍及新界各區市民往返觀塘海濱公園、香港兒童醫院及啟德郵輪碼頭。
- 2020年2月5日：啟德郵輪碼頭因受2019冠状病毒病疫情影響封閉，5R線在當日起暫停服務[14][15]，其後在同年11月21日起恢復周六及假日之服務[16]。直至2021年7月26日才恢復星期一至五服務，時間為11:00至17:00，其中最後兩班（16:00及17:00）以觀塘道「apm創紀之城5期」站為終點，不會返回啟德郵輪碼頭，直至同年8月31日。[17]
- 2021年12月1日：作出以下改動：[18]
  - 逢星期一至六（公眾假期除外）增設07:00至09:00由牛頭角站開出的班次；
  - 啟德郵輪碼頭開出班次每日提早至09:30；
  - 逢星期一至五（公眾假期除外）增設16:30由啟德郵輪碼頭開往apm創紀之城5期的特別班次。
- 2022年3月21日：啟德郵輪碼頭因再受2019冠状病毒病疫情影響而封閉，5R線臨時調整走線及班次如下，直至另行通知：[19]
  - 改為循環往返觀塘站（S6月台）及啟德（承豐道），不入啟德郵輪碼頭，開車時間為每日10:00-15:00，每小時一班；
  - 往啟德方向增設觀塘道西行「牛頭角站」站（A1月台）；
  - 另設由啟德（承豐道）單向往apm創紀之城5期的特別班次，每日16:00-18:00開出，每30分鐘一班；及由牛頭角站（V4月台）單向往啟德（承豐道）的特別班次，星期一至六（公眾假期除外）07:00-09:00開出，每30分鐘一班，站位大致依原有主線，但後者同樣臨時加停牛頭角站（A1月台）。
- 2024年12月4日：循環班次延長服務時間為07:00至22:00，並調整特別班次開出時間如下：
  - 由牛頭角站開往啟德郵輪碼頭：星期一至六07:00、07:30、08:00；
  - 由啟德郵輪碼頭開往觀塘（apm）：星期一至六17:15、17:45。

## 服務時間及班次
5M
| 啟德（德朗邨）開 | 啟德（德朗邨）開 | 啟德（德朗邨）開 |
| 日期             | 服務時間         | 班次（分鐘）     |
| ---------------- | ---------------- | ---------------- |
| 星期一至五       | 05:45-21:45      | 15-20            |
| 星期一至五       | 21:45-00:00      | 25-30            |
| 星期六           | 05:45-21:45      | 20-25            |
| 星期六           | 21:45-00:00      | 25-30            |
| 星期日及公眾假期 | 05:45-12:45      | 20-25            |
| 星期日及公眾假期 | 12:45-21:45      | 15-20            |
| 星期日及公眾假期 | 21:45-00:00      | 25-30            |

5R
| 啟德郵輪碼頭開                          | 啟德郵輪碼頭開 | 啟德郵輪碼頭開 |
| 日期                                    | 服務時間       | 班次（分鐘）   |
| --------------------------------------- | -------------- | -------------- |
| 每天                                    | 07:00-22:00    | 30             |
| 啟德郵輪碼頭→觀塘 (創紀之城) (特別班次) |                |                |
| 日期                                    | 服務時間       | 班次（分鐘）   |
| 星期一至六                              | 17:15 17:45    | 不適用         |
| 牛頭角站→啟德郵輪碼頭 (特別班次)        |                |                |
| 日期                                    | 服務時間       | 班次（分鐘）   |
| 星期一至六                              | 07:00-08:00    | 30             |

所有特別班次於星期日及公眾假期不設服務

## 收費
| 路線 | 全程收費 |
| ---- | -------- |
| 5M   | $4.3     |
| 5R   | $7.7     |

| - 本線設有12歲以下小童及65歲或以上長者半價優惠。 - 65歲或以上香港居民使用「樂悠咭」，以及12歲以下合資格殘疾兒童使用「殘疾人士身份」個人八達通繳付車資，均可享有每程$2.0或半價（以較低者為準）的票價優惠；12至64歲合資格殘疾人士使用「殘疾人士身份」個人八達通（包括「樂悠咭」），以及60至64歲香港居民使用「樂悠咭」繳付車資，均可享有每程$2.0或全費（以較低者為準）的票價優惠。 - 65歲或以上長者如使用長者或一般個人八達通繳付車資，則只可享有半價優惠；12至64歲合資格殘疾人士如不使用「殘疾人士身份」個人八達通，以及60至64歲人士如不使用「樂悠咭」繳付車資，必須繳付全費。 - 乘客可以現金或八達通於上車時付款，不設找續。 - 每位成人乘客可免費攜帶最多兩名4歲以下而不佔座位的兒童乘客乘車，超額之4歲以下小童必須繳付小童車費乘車。 - 持有「九巴月票」之乘客在車票有效期內，每日可享最多10程任何九龍巴士及龍運巴士路線（包括本路線，以及聯營路線的九龍巴士／龍運巴士提供的班次；惟乘搭機場「A」及「NA」線則可享原價二七折優惠（不會計算每天10次合資格車程））；而B1線則每日可享最多各2程（不會計算每天10次合資格車程）。 - 九龍巴士、城巴、龍運巴士及陽光巴士全職員工及家屬（不包括外判職員）可免費乘搭本路線，惟必須拍職員或職員家屬八達通。 - 乘客亦可透過多元化電子支付系統（e度嘟）繳付車資，包括使用非接觸式VISA卡、JCB卡、萬事達卡、銀聯卡、美國運通、大來國際、Discover Card、Apple Pay、Google Pay、Samsung Pay、AlipayHK「易乘碼」、支付寶、WeChatHK／微信支付「搭車碼」、銀聯雲閃付「乘車碼」及BOC Pay「乘車碼」。乘客使用此付款方式，使用此支付方式的乘客可享有中途下車之分段收費，以及與其他九巴／龍運獨營路線或聯營線九巴／龍運班次之轉乘優惠，惟不適用於與非九巴／龍運路線之轉乘優惠，亦不能享有「公共交通費用補貼計劃」及「長者及合資格殘疾人士公共交通票價優惠計劃」。 |

### 八達通轉乘優惠

#### 5M
5M↔新界區巴士路線，本線車資全免。
- 5M往九龍灣站 → 38、40、42C、62X、(2)74X/D/E/F/P、 80、80X、 83X、89、89B、89C、89D、89X、258D、259D、268C/A、(2)69C、277E/P/X
- 38、40、42C、62X、74C/D/E/X、80(P)、80X、83A/X、89、89B、89C、89D/P、89X、258D/P/S、259D、268C/A、(2)69C、277E/P/X → 5M往啟德

本線↔258D/259D可同時享用屯門公路轉車站轉乘優惠
本線↔268C/(2)69C可同時享用大欖隧道轉乘優惠
5M↔九龍市區巴士路線
- 5M往九龍灣站 → 1A、3D、11B、11C、11D、14、15、16、17，次程可獲$4.2折扣優惠
- 1A、3D、11B、11C、11D、14、15、16、17 → 5M往啟德，次程車資全免。

#### 5R
5R↔新界區巴士路線，次程可獲$2折扣優惠。
- 5R往觀塘 → 33(B)、38(P)、40(A)、40P、(X)42C、62X、(2)74X/D/E/F/P、80、80X、83X、88X、89、89B、89C、89D、89X、234C/D、252X、258D/P/X、259D/X、267X、268C/A/P、(2)69C/S、277E/P/X
- 33、38(P)、40(A)、40P、(X)42C、62X、74X/C/D/E/P、80(P)、80X、83A/X、88X、89、89B、89C、89D/P、89X、234C/D、252X、258D/A/P/S/X、259D/X、267X、268C/A/P、(2)69C/S、277E/P/X → 5R往啟德

本線↔258D/259D可同時享用屯門公路轉車站轉乘優惠
本線↔268C/(2)69C可同時享用大欖隧道轉乘優惠
5R↔九龍市區/將軍澳巴士路線，次程可獲$2折扣優惠。
- 5R往觀塘 → 1A、3D、11B、11C、11D、11X、13D、13M、14、14B、14X、15、15A、15X、16、16M、17、23、23M、26M、28B、93A、93K、95M、98、98A、215X/P、296A、296C
- 1A、3D、11B、11C、11D、11X、13D、13M、14、14B、14X、15、15A、15X、16、16M、17、23、23M、26M、28B、93A、93K、95M、98、98A、215X、292P、296A、296C → 5R往啟德

## 使用車輛
根據《2012-2013年度觀塘區巴士路線發展計劃》，本線將會使用5輛單層巴士行走，2013-14年度的巴士路線發展計劃則改為4輛。
九巴於2012年4月26日發出新聞稿，宣佈計劃引入第2代超級電容巴士（gBus²），由青年汽車集團（Youngman）設於浙江金華的車廠製造，行走本線及另一條計劃中往來觀塘開源道、啟德發展區與九龍灣站的新線。由於有關的超級電容巴士未能及時生產完成及運抵香港，而沿路充電站尚未安裝啟用，故初期會以現有的空調巴士行走。
展望將來，於《2014-2015年度黃大仙區巴士路線發展計劃》，本路線建議增派兩部超級電容巴士行走。
由於受到宏光道左轉啟華街彎位影響，本線不能使用長度超過10.6米的巴士，故該處正進行改善工程，以便超電容巴士行走該處。若因車務調動而須使用12米巴士，該班次駛至啟祥道後將改經宏照道、啟禮道、宏光道、啟華街後返回原線，沿途車站不受影響。 由於本線已全面改派12米巴士，該特別班次變相已成正常情況。
停泊超級電容巴士的充電站在2018年底完成後，在2019年2月23日起，派出超級電容巴士行走此線。
現時本線使用1輛雙層空調巴士VDL DB300 10.5米（AMC）及2輛單層空調巴士斯堪尼亞K230UB 10.6米（ASB）。
2023年4月3日， 3輛比亞迪B12A 12米 (BEB)掛牌5M 線，取代了1輛 VDL DB300 10.5米 (AMC)和2輛斯堪尼亞K230UB 10.6米 (ASB)。
現時本線使用2輛比亞迪B12A 12米（BEB）
| 車隊編號 | 車牌   |
| -------- | ------ |
| BEB12    | YA 147 |
| BEB14    | YA 798 |

## 行車路線
5M

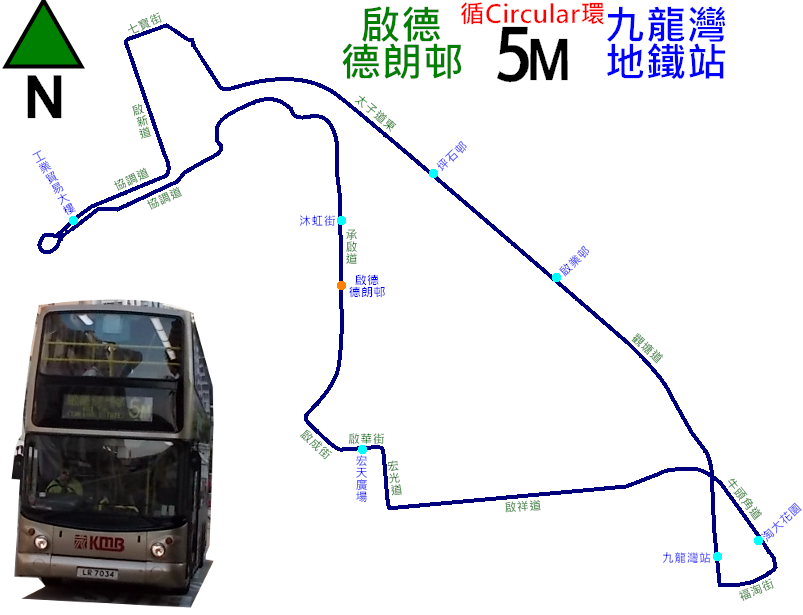
5M線的走線圖

經：承啟道、協調道（西行）、迴旋處、協調道（東行）、啟新道、七寶街、六合街、四美街、太子道東、觀塘道、福淘街、牛頭角道、天橋、啟祥道、（宏照道、啟禮道）、宏光道、啟華街、啟成街及承啟道。
5R
經：承豐道、D4路、承昌道、祥業街、海濱道、勵業街、觀塘道、迴旋處、觀塘道、勵業街、海濱道、祥業街、承昌道、香港兒童醫院支路、承昌道、D4路及承豐道。

### 沿線車站
5M
| 1      | 啟德（德朗邨）           | 承啟道   |
| 2      | 沐虹街                   | 承啟道   |
| 3      | 東九龍總區警察總部       | 協調道   |
| 4      | 工業貿易大樓             | 協調道   |
| 啟新道 |                          |          |
| 5      | 彩虹邨                   | 太子道東 |
| 6      | 坪石邨                   | 太子道東 |
| 7      | 啟業邨                   | 觀塘道   |
| 8      | 九龍灣站（東九文化中心） | 觀塘道   |
| 9      | 淘大花園                 | 牛頭角道 |
| 啟祥道 |                          |          |
| 10     | 宏天廣場                 | 宏光道   |
| 11     | 德朗邨停車場             | 承啟道   |
| 12     | 啟德（德朗邨）           | 承啟道   |

5R
| 1      | 啟德郵輪碼頭巴士總站 | 啟德郵輪碼頭巴士總站 |
| 2      | 承豐道               | 承豐道               |
| 啟德橋 |                      |                      |
| 3      | 香港兒童醫院         | 承昌道               |
| 4      | 海濱道公園           | 海濱道               |
| 5      | 牛頭角站（V4）       | 觀塘道               |
| 6      | APM創紀之城5期（D1） | 觀塘道               |
| 7*     | 勵業街               | 海濱道               |
| 8*     | 觀塘海濱花園         | 海濱道               |
| 9*     | 香港兒童醫院         | 承昌道               |
| 啟德橋 |                      |                      |
| 10*    | 承豐道               | 承豐道               |
| 11*    | 啟德郵輪碼頭巴士總站 | 啟德郵輪碼頭巴士總站 |

特別班次不經有*號之車站

## 客量
雖然啟晴邨及德朗邨居民可以步行至啟德站或彩虹站乘搭鐵路，但本路線能方便居民到九龍灣購物，繁忙時間仍會頂閘。

## 重大意外
- 2016年2月2日下午2時許，5M路線單層巴士駛經九龍灣承啟道一個彎位時，車上一名男乘客被拋出車外，頭部重傷昏迷，情況危殆。涉及意外的巴士落車位的兩扇車門，其中一扇的玻璃完全碎裂，只剩下框架，玻璃碎片散落車廂及路邊，門較亦移位。警方正調查意外原因。[26]

## 外部連結
- 《2012-2013年度觀塘區巴士路線發展計劃》[永久]，第72頁（附圖H）。
- 《2012-2013年度九龍城區巴士路線發展計劃》[永久]，第80頁（附圖O）
- 《2013-2014年度九龍城區巴士路線發展計劃》 （页面存档备份，存于），第20頁（計劃內容）及第48頁（附圖D）